# Euro-City-Cup 1996/97
Am Euro-City-Cup 1996/97 nahmen 32 Handball-Vereinsmannschaften teil, die sich in der vorangegangenen Saison in ihren Heimatländern qualifiziert hatten. Es war die 4. Austragung des City Cups. Titelverteidiger war Drammen HK. Die Pokalspiele begannen am 11. Oktober 1996 und das zweite Finalspiel fand am 20. April 1997 statt. Im Finale konnte sich TuS Nettelstedt gegen KIF Kolding durchsetzen.

## Modus
Der Wettbewerb startete mit einem vollständigen Sechzehntelfinale. Alle Runden inklusive des Finales wurden im K.-o.-System mit Hin- und Rückspiel durchgeführt. Der Gewinner des Finales war Euro-City-Cup-Sieger der Saison 1996/97.

## Sechzehntelfinals
|                          | Gesamt  |                      | Hinspiel | Rückspiel |
| ------------------------ | ------- | -------------------- | -------- | --------- |
| Győri ETO KC             | 42:42 * | Drammen HK           | 27:25    | 15:17     |
| Dragūnas Klaipėda        | 36:39   | IFK Skövde HK        | 19:19    | 17:20     |
| SPE Strovolou Nicosia    | 35:65   | Ademar León          | 17:30    | 18:35     |
| RK Dobova                | 39:55   | TuS Nettelstedt      | 22:22    | 17:33     |
| RK Borec Veles           | 29:50   | Sporting Lissabon    | 15:18    | 14:32     |
| HC Fivers Margareten     | 33:44   | US Créteil HB        | 17:18    | 16:26     |
| RK Vrbas                 | 49:50   | Sandefjord TIF       | 31:21    | 18:29     |
| KIF Kolding              | 53:34   | RK Zadar             | 30:17    | 23:17     |
| Red Boys Differdange     | 59:46   | RK Borac Travnik     | 29:26    | 30:20     |
| Anilana Łódź             | 38:50   | Dinamo Astrachan     | 22:25    | 16:25     |
| Dinamo Bukarest          | 65:42   | SKA Lwiw             | 31:23    | 34:19     |
| TSV St. Otmar St. Gallen | 45:44   | A.C. Doukas School   | 24:19    | 21:25     |
| Haukar Hafnarfjörður     | 71:36   | Martve Tiflis        | 36:16    | 35:20     |
| ASKI Ankara              | 52:47   | Sporting Neerpelt    | 30:19    | 22:28     |
| Uniwersytet Homel        | 31:56   | HC Kovopetrol Pilsen | 15:28    | 16:28     |
| Pallamano Teramo         | 39:43   | Horn Sittardia       | 20:19    | 19:24     |

## Achtelfinals
|                   | Gesamt |                          | Hinspiel | Rückspiel |
| ----------------- | ------ | ------------------------ | -------- | --------- |
| IFK Skövde HK     | 44:37  | ASKI Ankara              | 25:15    | 19:22     |
| Drammen HK        | 51:42  | HC Kovopetrol Pilsen     | 27:20    | 24:22     |
| Sporting Lissabon | 36:43  | Horn Sittardia           | 21:14    | 15:29     |
| Ademar León       | 56:42  | Dinamo Astrachan         | 27:21    | 29:21     |
| US Créteil HB     | 48:45  | Haukar Hafnarfjörður     | 24:18    | 24:27     |
| Sandefjord TIF    | 46:39  | Dinamo Bukarest          | 29:15    | 17:24     |
| TuS Nettelstedt   | 58:54  | TSV St. Otmar St. Gallen | 26:24    | 32:30     |
| KIF Kolding       | 56:37  | Red Boys Differdange     | 30:20    | 26:17     |

## Viertelfinals
|                | Gesamt  |                 | Hinspiel | Rückspiel |
| -------------- | ------- | --------------- | -------- | --------- |
| US Créteil HB  | 43:50   | Drammen HK      | 24:24    | 19:26     |
| Horn Sittardia | 36:36 * | Sandefjord TIF  | 22:20    | 14:16     |
| KIF Kolding    | 41:40   | IFK Skövde HK   | 20:18    | 21:22     |
| Ademar León    | 48:49   | TuS Nettelstedt | 27:21    | 21:28     |

## Halbfinals
|                 | Gesamt |                | Hinspiel | Rückspiel |
| --------------- | ------ | -------------- | -------- | --------- |
| TuS Nettelstedt | 61:50  | Sandefjord TIF | 26:24    | 35:26     |
| KIF Kolding     | 54:51  | Drammen HK     | 31:26    | 23:25     |

## Finale
Das Hinspiel fand am 12. April 1997 in Lübbecke statt und das Rückspiel am 20. April 1997 in Kolding.
|                 | Gesamt |             | Hinspiel | Rückspiel |
| --------------- | ------ | ----------- | -------- | --------- |
| TuS Nettelstedt | 59:42  | KIF Kolding | 32:19    | 27:23     |